# Thiago Cardozo
Thiago Gastón Cardozo Brugman (Juan Lacaze, Departamento de Colonia, Uruguay, 31 de julio de 1996) es un futbolista uruguayo. Juega como arquero y su primer equipo fue Peñarol. Actualmente se encuentra en Belgrano de Córdoba de la Liga Profesional de Argentina.
Fue titular con la Selección de Uruguay en la Copa Mundial Sub-17 de 2013 realizada en Emiratos Árabes Unidos. Además estuvo presente en el Sudamericano Sub-20 de 2015 y en la Copa Mundial de la categoría.

## Trayectoria
Thiago estuvo en el banco de suplentes del plantel absoluto carbonero por primera vez el 16 de enero de 2016, en la final de la Copa Bandes, no ingresó y le ganaron 1-0 a Cerro Porteño. Luego estuvo en el partido por el tercer puesto ante Libertad, no tuvo minutos y ganaron 5-4 por penales, tras empatar 1 a 1.
Su debut oficial se produjo el 5 de mayo de 2018, fue titular en la última fecha del Torneo Clausura para enfrentar a Defensor Sporting, recibió un gol pero ganaron 4-1.
El 28 de septiembre de 2022, en el marco de los festejos del 131 aniversario del Club Atlético Peñarol, ingresó desde el comienzo y con brazalete de capitán, en el partido por Copa AUF frente a Boston River. Se destacó por atajar tres pelotas de gol durante los 90 minutos, y tres penales en la tanda de desempate desde los once pasos. 
Para la temporada siguiente, tras la salida del portero titular Kevin Dawson y buenas actuaciones en la Copa AUF Uruguay 2022, fue titular y capitán en el Torneo Apertura 2023. Jugó los 15 partidos, mantuvo su valla invicta en 8 ocasiones y recibió 11 goles, ganaron el torneo.
Fue cedido a Unión de Santa Fe el 8 de enero de 2024, ya que el nuevo entrenador de Peñarol, Diego Aguirre, no lo iba a tener en cuenta.

## Selección nacional
Thiago ha sido parte de la selección de fútbol de Uruguay en las categorías juveniles sub-15, sub-17 y sub-20.
Participó del Sudamericano Sub-17 del 2013 con la selección de Uruguay, finalizó cuarto. Lograron la clasificación al mundial de la categoría.
Fue convocado para el Mundial Sub-17 del 2013 y jugó todos los partidos, pero Uruguay quedó eliminado en cuartos de final al perder con Nigeria.
En 2014 fue parte del proceso de la Selección Sub-20 de Uruguay conducida por Fabián Coito.
Debutó con esta categoría de la Celeste el 10 de junio ante Paraguay en el Estadio Dr. Nicolás Leoz de Asunción, ingresó al minuto 60 y empataron 1 a 1.
El 5 de diciembre fue incluido en la lista de preseleccionados para defender a Uruguay en el Campeonato Sudamericano Sub-20 de 2015 con sede, justamente, en Uruguay. Fue confirmado para el Sudamericano, jugó un partido, contra Venezuela porque ya estaban clasificados, perdieron 1 a 0, pero en el hexagonal final clasificaron al Mundial y a los Juegos Panamericanos.
Fue parte del plantel que estuvo presente en la Copa Mundial Sub-20 de Nueva Zelanda, pero no tuvo minutos y quedaron eliminados en octavos de final por Brasil.

## Estadísticas
- Actualizado al 15 de agosto de 2025.

### Clubes
| Club | Div.                | Temporada           | Liga | Liga | Liga | Copa Nacional(1) | Copa Nacional(1) | Copa Nacional(1) | Copa Internacional(2) | Copa Internacional(2) | Copa Internacional(2) | Total | Total | Total |
| Club | Div.                | Temporada           | PJ   | GR   | VI   | PJ               | GR               | VI               | PJ                    | GR                    | VI                    | PJ    | GR    | VI    |
| --- | ------------------- | ------------------- | ---- | ---- | ---- | ---------------- | ---------------- | ---------------- | --------------------- | --------------------- | --------------------- | ----- | ----- | ----- |
| Peñarol · Uruguay | 1.ª                 | 2015/16             | 0    | 0    | 0    | —                | —                | —                | —                     | —                     | —                     | 0     | 0     | 0     |
| Peñarol · Uruguay | 1.ª                 | 2017                | 0    | 0    | 0    | —                | —                | —                | —                     | —                     | —                     | 0     | 0     | 0     |
| Peñarol · Uruguay | 1.ª                 | 2018                | 3    | -2   | 1    | 0                | 0                | 0                | 0                     | 0                     | 0                     | 3     | -2    | 1     |
| Peñarol · Uruguay | 1.ª                 | 2019                | 5    | -6   | 1    | 0                | 0                | 0                | 1                     | 0                     | 1                     | 6     | -6    | 2     |
| Peñarol · Uruguay | 1.ª                 | 2020                | 4    | -6   | 0    | —                | —                | —                | 0                     | 0                     | 0                     | 4     | -6    | 0     |
| Peñarol · Uruguay | 1.ª                 | 2022                | 2    | -1   | 1    | 5                | -1               | 4                | —                     | —                     | —                     | 7     | -2    | 5     |
| Peñarol · Uruguay | 1.ª                 | 2023                | 21   | -17  | 10   | 1                | 0                | 1                | 7                     | -18                   | 1                     | 29    | -35   | 12    |
| Peñarol · Uruguay | Total               | Total               | 35   | -32  | 13   | 6                | -1               | 5                | 8                     | -18                   | 2                     | 49    | -51   | 20    |
| Deportivo Maldonado · Uruguay | 1.ª                 | 2021                | 10   | -12  | 5    | —                | —                | —                | —                     | —                     | —                     | 10    | -12   | 5     |
| Deportivo Maldonado · Uruguay | Total               | Total               | 10   | -12  | 5    | 0                | 0                | 0                | 0                     | 0                     | 0                     | 10    | -12   | 5     |
| Unión Argentina | 1.ª                 | 2024                | 26   | -25  | 12   | 4                | -6               | 1                | —                     | —                     | —                     | 30    | -31   | 13    |
| Unión Argentina | 1.ª                 | 2025                | 14   | -16  | 3    | 1                | -1               | 0                | 5                     | -8                    | 1                     | 20    | -26   | 4     |
| Unión Argentina | Total               | Total               | 40   | -41  | 15   | 5                | -7               | 1                | 5                     | -8                    | 1                     | 50    | -56   | 17    |
| Belgrano Argentina | 1.ª                 | 2025                | 5    | -2   | 3    | 1                | 0                | 1                | —                     | —                     | —                     | 6     | -2    | 4     |
| Belgrano Argentina | Total               | Total               | 5    | -2   | 3    | 1                | 0                | 1                | 0                     | 0                     | 0                     | 6     | -2    | 4     |
| Total en su carrera | Total en su carrera | Total en su carrera | 90   | -87  | 36   | 12               | -8               | 7                | 13                    | -26                   | 3                     | 115   | -121  | 46    |
| (1) Incluye Copa Uruguay (2022, 2023), Copa de la Liga (2024) y Copa Argentina (2024). (2) Incluye Copa Libertadores (2018, 2019, 2020) y Copa Sudamericana (2018, 2019, 2020, 2023). |                     |                     |      |      |      |                  |                  |                  |                       |                       |                       |       |       |       |

### Selección
| Selección                                                                             | Año                 | Amistosos | Amistosos | Amistosos | Sudamérica(1) | Sudamérica(1) | Sudamérica(1) | Mundial(2) | Mundial(2) | Mundial(2) | Total | Total | Total |
| Selección                                                                             | Año                 | PJ        | GR        | VI        | PJ            | GR            | VI            | PJ         | GR         | VI         | PJ    | GR    | VI    |
| ------------------------------------------------------------------------------------- | ------------------- | --------- | --------- | --------- | ------------- | ------------- | ------------- | ---------- | ---------- | ---------- | ----- | ----- | ----- |
| Sub-17 · Uruguay                                                                      | 2013                | —         | —         | —         | 8             | -11           | 1             | 5          | -6         | 1          | 13    | -17   | 2     |
| Sub-17 · Uruguay                                                                      | Total               | 0         | 0         | 0         | 8             | -11           | 1             | 5          | -6         | 1          | 13    | -17   | 2     |
| Sub-20 · Uruguay                                                                      | 2014                | 5         | -5        | 1         | —             | —             | —             | —          | —          | —          | 5     | -5    | 1     |
| Sub-20 · Uruguay                                                                      | 2015                | —         | —         | —         | 1             | -1            | 0             | 0          | 0          | 0          | 1     | -1    | 0     |
| Sub-20 · Uruguay                                                                      | Total               | 5         | -5        | 1         | 1             | -1            | 0             | 0          | 0          | 0          | 6     | -6    | 1     |
| Total en su carrera                                                                   | Total en su carrera | 5         | -5        | 1         | 9             | -12           | 1             | 5          | -6         | 1          | 19    | -23   | 3     |
| (1) Incluye Campeonato Sudamericano Sub-17 y Sub-20. (2) Incluye Copa Mundial Sub-17. |                     |           |           |           |               |               |               |            |            |            |       |       |       |

## Palmarés

### Campeonatos nacionales
| Título              | Club    | País    | Año  |
| ------------------- | ------- | ------- | ---- |
| Campeonato Uruguayo | Peñarol | Uruguay | 2016 |
| Torneo Clausura     | Peñarol | Uruguay | 2017 |
| Torneo Clausura     | Peñarol | Uruguay | 2018 |
| Supercopa Uruguaya  | Peñarol | Uruguay | 2018 |
| Campeonato Uruguayo | Peñarol | Uruguay | 2018 |
| Torneo Apertura     | Peñarol | Uruguay | 2019 |
| Torneo Apertura     | Peñarol | Uruguay | 2023 |